# Taenaris occidentalis
Taenaris occidentalis är en fjärilsart som beskrevs av Rothschild 1916. Taenaris occidentalis ingår i släktet Taenaris och familjen praktfjärilar. Inga underarter finns listade i Catalogue of Life.